# Prezydent Białorusi
Prezydent Republiki Białorusi (biał. Прэзідэнт Рэспублікі Беларусь, ros. Президент Республики Беларусь) – zgodnie z Konstytucją Białorusi najwyższy przedstawiciel białoruskich władz, gwarant ciągłości władzy państwowej, najwyższy organ państwa w zakresie władzy wykonawczej. Czuwa nad przestrzeganiem postanowień i przepisów Konstytucji, zwierzchnik Sił Zbrojnych Republiki Białorusi. Urząd Prezydenta Białorusi istnieje nieprzerwanie od 1994 roku, kiedy to zastąpił urząd Przewodniczącego Rady Najwyższej ZSRR. Do zadań Prezydenta należy prowadzenie polityki zagranicznej i wewnętrznej, obrona praw i swobód obywateli i mieszkańców kraju oraz przestrzeganie Konstytucji. Prezydent jest upoważniony do pełnienia wszelkich funkcji społecznych w kraju, a także reprezentowania Białorusi na arenie międzynarodowej. Obowiązki i prerogatywy prezydenta są wymienione w rozdziale trzecim (artykuły 79–89) Konstytucji.
Kadencja prezydenta co do zasady trwa pięć lat. Dotychczas prezydenta kraju wybierano w latach 1994, 2001, 2006, 2010, 2015, 2020 i 2025. W każdym przypadku zwyciężał Alaksandr Łukaszenka. Główną siedzibą prezydenta jest Pałac Niepodległości w Mińsku, natomiast w rezydencji „Zasław” organizowane są nieformalne spotkania.

## Lista prezydentów Białorusi (1994 – obecnie)
Dla pełniących funkcję prezydenta przed uzyskaniem niepodległości i w latach 1991–1994 zobacz listę przywódców Białorusi
| Lp. | Zdjęcie                                                                                        | Imię i nazwisko                                                                                | Data objęcia urzędu prezydenta | Data zakończenia prezydentury | Czas sprawowania funkcji | Partia polityczna | Wygrane wybory                     |
| --- | ---------------------------------------------------------------------------------------------- | ---------------------------------------------------------------------------------------------- | ------------------------------ | ----------------------------- | ------------------------ | ----------------- | ---------------------------------- |
| 1.  |                                                                                                | Alaksandr Łukaszenka (ur. 1954)                                                                | 20 lipca 1994                  | nadal urzęduje                | 30 lat 253 dni           | bezpartyjny       | 1994 2001 2006 2010 2015 2020 2025 |
| –   | Spór o wyniki wyborów prezydenckich 2020 między Alaksandrem Łukaszenką a Swiatłaną Cichanouską | Spór o wyniki wyborów prezydenckich 2020 między Alaksandrem Łukaszenką a Swiatłaną Cichanouską | 9 sierpnia 2020                | 9 sierpnia 2020               | 9 sierpnia 2020          |                   | 2020                               |